# Oficina de Asuntos Globales de la Mujer
La Oficina de Asuntos Globales de la Mujer (en idioma inglés Office of Global Women's Issues acrónimo OGWI) se halla localizado dentro del Departamento de Estado de los Estados Unidos, y es dirigido por la embajadora en misión especial para Asuntos Mundiales de la Mujer, siendo a septiembre de 2013, Catherine M. Russell.
La propia ONU fija un aspecto importante en mejorar la participación política de las mujeres en todo el mundo. Hillary Clinton, la ex Secretaria de Estado señaló en relación con la oficina, 

"Cuando el Consejo de Seguridad aprobó la Resolución 1325, intentamos hacer una declaración muy clara, que las mujeres están todavía en gran medida excluidos de las negociaciones que buscan poner fin a los conflictos, a pesar de que las mujeres y los niños son las principales víctimas de los conflictos del siglo 21."

## Mujeres, paz y seguridad
La secretaria Clinton también anunció que, "El Plan de Acción Nacional de EE.UU. sobre Mujeres, Paz y Seguridad  [es] una hoja de ruta para acelerar y la institucionalización de los esfuerzos de todo el Gobierno EE.UU. para promover participación de las mujeres en hacer y mantener la paz."